# Nadaný žák
Nadaný žák (Apt Pupil) je próza od amerického spisovatele Stephena Kinga z roku 1982. Knihu zfilmoval v roce 1998 Bryan Singer s Ian McKellenem a Bradem Renfroem v hlavních rolích.

## Obsah
Todd Bowden zjistí, že v jeho sousedství žije jakýsi Arthur Denker, hledaný nacistický zločinec Kurt Dussander. Chlapec muže pozná a nabídne mu dohodu: za mlčení o jeho pravé totožnosti mu bude podrobně vyprávět, co se ve skutečnosti dělo v koncentračních táborech za II. světové války. Starý muž souhlasí a Todd jej začne pravidelně navštěvovat. Množství informací o hrůzách páchaných na lidech však pomalu začne měnit chlapcovu osobnost a ten začíná zanedbávat školu. Rodičům vysvětluje své časté návštěvy u Denkera tím, že starý pán špatně vidí a on mu předčítá z knih. Nacistickými zvěrstvy je tak zasažen, že z velmi nadaného žáka se stává podprůměrným, dokonce mu hrozí propadnutí. Denker předstírá u výchovného poradce Gumáka Eda, že je Toddův dědeček a odvrátí tak katastrofu. Donutí Todda dohnat učivo a ten s vypětím sil dosahuje stejných výsledků jako před seznámením. Dussander i Todd mají děsivé sny o koncentračních táborech a oba je řeší podobným způsobem.
Dussander si zve domů vandráky, zde je opíjí a poté je probodne. Jejich mrtvoly zakopává ve svém sklepě. Todd svou situaci řeší brutálními vraždami tuláků na opuštěných místech. Po jedné vraždě Dussandera postihne ve sklepě infarkt, stačí však zavolat chlapce, ten rodičům tvrdí, že starému pánovi přišel dopis a on na něj nevidí a chce ho přečíst. Po příchodu k Dussanderovi nepořádek uklidí a přivolá starci lékařskou pomoc. Dussander leží na pokoji s bývalým židovským vězněm z koncentračního tábora Patin, kde působil i Dussander, po čase jej pozná. Dussander žije v USA na falešné doklady od Cosa Nostry. Dussander přijde na své odhalení včas a předávkuje se léky. Raději zemřel, než aby se dostal do rukou izraelského Mosadu, který by jej bez milosti oběsil.
Policista Richler s izraelským hledačem nacistů Weisskopfem přichází na podivné skutečnosti okolo chlapce. Výchovný poradce Gumák Ed náhodou objeví pravého Toddova dědečka a přijede se zeptat Todda na vysvětlení. Todd jej zastřelí a s puškou odchází na dálnici, kde dále bezhlavě střílí, dokud jej policisté nezastaví.